# Clarence Town
Clarence Town és una ciutat de les Bahames. Se situa a Long Island.
Clarence Town és la capital de Long Island i té una població de 878 persones segons cens de 2021. Disposa d'un port esportiu, dos restaurants, així com el centre de govern, on hi arriba el vaixell de correu setmanalment. També compta amb una petita botiga, benzinera i un petit bar, així com una estació de policia, oficina de correus i un centre comunitari. Hi ha dues esglésies a Clarence Town, ambdues dissenyades per John Hawes, i que són d'aparença similar degut a les seves torres bessones. Una d'elles és l'Església Anglicana/Episcopal, anomenada Església Anglicana de St Paul. L'altra és la catòlica, anomenada de Sant Pere i Sant Pau.